# Мюнхенський університет Людвіга — Максиміліана
Мю́нхенський університе́т Лю́двіга — Максиміліа́на (нім. Ludwig-Maximilians-Universität München) — найстаріший вищий навчальний заклад у Мюнхені, Баварії, заснований герцогом Людвігом Багатим та курфюрстом Максом I Йозефом — звідки і взяв своє ім'я.

## Управління
Університет Людвіга-Максиміліана є публічно-правовою корпорацією з правом самоврядування. На чолі університету стоїть Президія, яку підтримує Рада університету та окремий орган розширеного управління університетом. Інші центральні органи — це Сенат і центральні комітети. Важливі питання в рамках окремих факультетів вирішуються професорсько-викладацьким складом на радах факультетів.

### Президія
До складу Президії входять президент та п'ять його заступників. Нинішній президент університету — Бернд Губер. Будучи президентом, він представляє університет і забезпечує виконання рішень центральних комітетів. Віце-президенти Мартін Вірзінг, Барбара Конрадт, Зігмунд Штінтцінг, Ганс ван Есс і Крістоф Мюльке є відповідальними за напрямки навчання, дослідження різноманітностей, покликань, міжнародні економічні і людські ресурси. Віце-президенти, як і президент, обираються Радою університету.

### Розширене управління університетом
Розширене управління університетом складається з 6 членів Президії, 18 деканів факультетів, представників жіноцтва а також один із представників професорсько-викладацького складу, звичайних працівників та студентів. Розширене керівництво університету складає план розвитку університету, вирішує пропозиції щодо науково-дослідницької орієнтації, визначає пріоритети бюджету і визначає поділ університету на факультети.

### Рада університету
Рада Університету, як центральний орган прийняття рішень, має функції наглядової ради. Вона складається з восьми членів Сенату і восьми високопоставлених представників науки, бізнесу і професійної практики. Президія та об'єднання жінок допомагають Раді в якості консультантів. Головою Ради університету на даний час є Ганс Ведер, колишній ректор Університету Цюриха. Рада університету обирає президента і віце-президентів університету. Вона також визначає статут, планування розвитку університету, а також встановлення, зміни та анулювання програм.

### Сенат
Сенат складається з 16 обраних членів і жіночого представника. Бюро бере консультативну участь в засіданнях. Сенат приймає рішення з питань, що мають принципове значення для дослідження і просування молодих талантів. Він також приймає рішення про складання іспитів. Головою Сенату є Мартін Хозе.

### Центральні комітети
В університеті є чотири ключові комітети, члени яких призначаються Сенатом. Комітет зі стратегії консультує Президію, орган розширеного управління університетом і Сенат у розробці концепції управління навчальним процесом. Комітет з досліджень бере консультативну роль у всіх наукових питаннях Президії, розширеного органу управління університетом і Сенату. Комітет з питань викладання і навчання консультує вищезгадані органи у питаннях викладання і навчання, спільних для всіх факультетів. Він також бере участь у розвитку та реформуванні навчальних програм. Комітет розслідувань займається питаннями порушення наукової поведінки.

### Ради факультетів
Окремі факультети університету представлені радами факультетів. Вони обирають декана та вирішують усі важливі питання свого факультету, наприклад, порядок проведення іспитів, габілітації, надання наукових ступенів і т. д.

## Історія

### 1472—1800
Університет був заснований в 1472 році з папського схвалення герцогом Баварії-Ландсхута Людвігом IX. в Інгольштадті. Став першим університетом Герцогства Баварія. Він був створений в колишньому будинку-пребенді. На початку в університеті було чотири факультети: філософії, медицини, юриспруденції і теології. Першим ректором університету був Крістоф Мендель з Штайнфельсу, який згодом став єпископом дієцезії Хімзеє.
У часи так званого німецького гуманізму в університеті викладали відомі Конрад Цельтіс і Петер Апіан. Теолог і противник Реформації Йоганнес Ек також викладав в університеті. З 1549 до 1773 року університет перебував під впливом єзуїтів (зокрема через те, що Петро Канізіус, один з Отців Церкви, у той час був ректором і професором богослов'я) і був одним з центрів контрреформації.
Наприкінці XVIII століття на університет сильно впливали ідеї Просвітництва. На філософському та медичному факультетах було помітно вдосконалено методи викладання природничих наук.  На факультеті теології збільшилась роль православного (пастирського) богослов'я. Більш сучасні навчальні програми отримав і юридичний факультет. У 1799 було створено Інститут камералізму, що згодом став основою для державного економічного факультету.

### 1800—1826
У зв'язку з французькою загрозою, що зростала, за наказом тодішнього курфюрста і згодом короля Максиміліана I Йозефа у 1800 році університет було перенесено з Інгольштадта у Ландсхут. Це була не єдина ціль: за допомогою «переселення» влада також намагається обновити університет, звільнивши його від впливу консервативно налаштованих єзуїтів. З 1802 року університет носить ім'я Людвіга-Максиміліана, названий на честь Максиміліана I Йозеф і його засновника Людвіга IX.
У Ландсхуті університет перетворився з привілейованого навчального закладу у звичайний державний університет. Нові акценти у питаннях науки та освітньої політики розставив міністр Максиміліан Монтгелласький, створивши концепцію реформ. У 1825—1826 роках в університеті навчалось трохи менше 1000 студентів.

### 1826—1933
У 1826 році, незадовго після «переїзду» університету з Інгольштадта до Ландсхута король Людвіг I переніс університет у столицю Баварії — Мюнхен. Спочатку він розмістився  в колишньому єзуїтському колегіумі Вільгельмінум на вулиці Нойхаузер Штрассе, аж поки у 1840 за планом Фрідріха фон Гертнера не було збудовано новий корпус, що і до сих пір використовується як головний. Той факт, що це сталося на вулиці Людвігштрассе, тобто на виїзді до сільської місцевості Швабінг з її благородними дворянськими палацами, стало вдалим вибором, адже добре позначилось на подальшому розвитку Швабінга.
У другій половині 19-го століття особливий вплив на університет мають вчені високого рангу. Постійно розширюється система семінарій та інститутів. У 1897 і 1898 роках вздовж вул. Адальбертштрассе з'являються нові університетські будівлі. У 1906—1909 роках відповідно до планів Германа Бестельмайєра було успішно розширено комплекс аж до вул. Амалієнштрассе. Під час цього періоду розбудови роль нового центру університету перебрав на себе закритий внутрішній дворик (Lichthof). Також було відкрито великий актовий зал (Audimax) та зал Amalienhalle.
У 1903 р. Баварія стала другою після Бадена землею в Німецькій імперії, закони якої дозволили зарахування жінок в університет. Якщо протягом зимового семестру 1905/06 в LMU кількість жінок, що навчались, складала лише 1 %, то в зимовому семестрі 1918/1919 вона зросла вже до 14 %. У цей час в університеті загалом налічувалось близько 8600 студентів. Також у 1918 в LMU вперше в Німеччині титул габілітованого доктора отримала жінка — Адель Гартманн.
Після Першої світової війни основний вплив на університет мали вже інші відомі персоналії. З-поміж інших у LMU викладали лауреати Нобелівської премії Вільгельм Конрад Рентген і Вільгельм Він, а також Адольф фон Байєр і Ріхард Вільштеттер. Варто згадати також відомих Арнольда Зоммерфельда та Фердинанда Зауербруха; навіть лауреат Нобелівської премії Вернер Гейзенберг отримав докторський ступінь саме в LMU.

### 1933—1945
В епоху націонал-соціалізму з університету були звільнені професори єврейської національності та політично незадовільні. Крім того, для доцентів були створені перешкоди в академічній діяльності. У відділенні фізики нацисти, поставивши на місце Арнольда Зоммерфельда Вільгельма Мюллера, представника так званої «німецької фізики», створили власну систему понять. У травні 1933 року студентський союз, контрольований нацистами, ініціював і організував масове спалення книг закордонних авторів на площі Кьонігсплатц.
Під час Другої світової війни в Мюнхенському університеті виникла група опору «Біла троянда» за ініціативи Софі і Ганса Шолль — сестри і брата. Однак їх було викрито в атріумі університету під час розповсюдження антиурядових листівок слюсарем Якобом Шмідом і згодом передано до гестапо. У 1997 року між внутрішнім двориком і залом для глядачів було встановлено пам'ятну дошку про групу опору.

### 1945—1994
Під час вторгнення американських військ у Мюнхен 30 квітня 1945 року приблизно 80 % будівель LMU лежали в руїнах, а близько третини всіх книг в бібліотеці університету були втрачені або знищені. У перше десятиліття після війни зруйновані будівлі були відновлені. Після реконструкції настав період експансії. Як і в інших західнонімецьких університетах, у 1968-х у LMU виникали бурхливі студентські протести.
У 1967 році було засновано факультет євангелістської теології, а в 1972 році педагогічний коледж Пасінг було інтегровано в факультет педагогіки університету. Крім того, з середини 1970-х років створено нові будівлі для факультету медицини в Гроссхадерні, факультету ветеринарії в Обершляйсхаймі і фізичного факультету в Гархінгу. У 1977 році збудовано клініка Гроссхадерн.

### 1994-сьогодні
З 1994 року Гроссхадерн поступово розширюється до HighTechCampus Мартінсрід-Гроссхадерн. Тут з 1994 розташовано центр походження культурних рослин, з 1999 — весь факультет хімії та фармації. Також з 2007 року весь біологічний напрям знаходиться в Мартінсрід-Гроссхадерн.
У 2006 і 2007 роках LMU був обраний в рамках «ініціативи досконалості» (нім. die Exzellenzinitiative) для їх майбутніх концепцій. До 2011 року університет отримав 180 мільйонів євро для створення аспірантури та трьох ‘Exzellenz-кластерів’.

В планах керівництва університету — широка розбудова його корпусів. Таким чином, у вежі Vestibülbaus (колишня бібліотека) з'являться нові аудиторії і конференц-зали, що фактично перетворить її в навчальний корпус. Крім того, перебудовується корпус на вул. Оттінгенштрассе (раніше тут знаходилось Radio Free Europe).

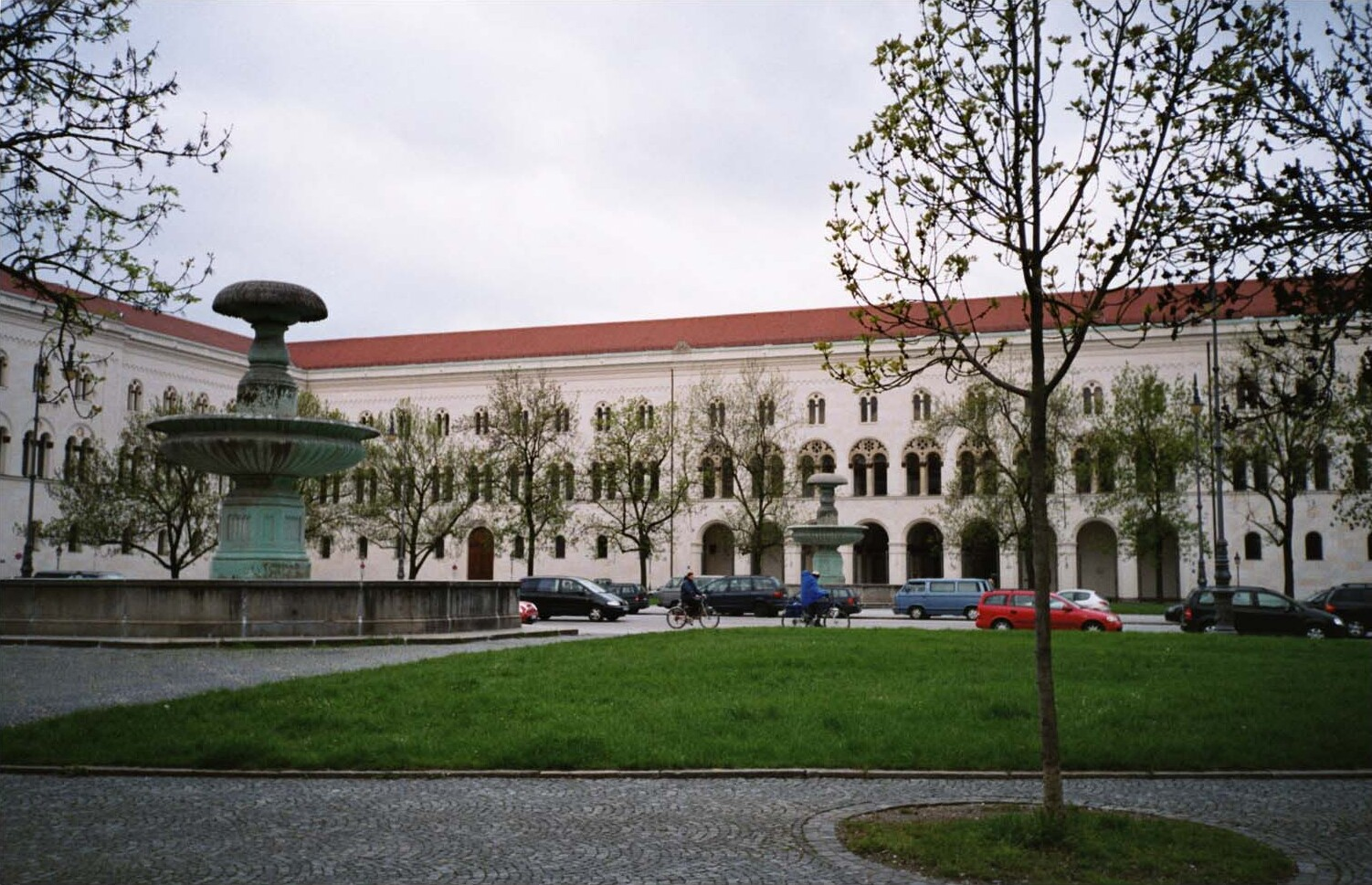
Головний корпус Мюнхенського університету

## Репутація
У рейтингу світових університетів, складеному часописом Н'юзвік в 2006 р., Мюнхенський університет посів 63-те місце. У 2004 р. Мюнхенський університет зайняв 53-тє місце у світі і 1-ше в Німеччині згідно з Шанхайським рейтингом Джао Тонг. У 2007 р. Мюнхенський університет було надано фінансування згідно з «Ініціативою Відмінності» (нім. Exzellenzinitiative) по трьох можливих напрямках: «концепція майбутнього» (нім. Zukunftskonzept), «кластер відмінності» (нім. Exzellenzcluster) та «вищі школи» (нім. Graduiertenschule).
Університет входить до німецького об'єднання провідних навчальних закладів German U15, а також до Ліги європейських дослідницьких університетів.

## Факультети
- Факультет католицької теології
- Факультет євангелістської теології
- Факультет правознавства
- Факультет економіки
- Факультет підприємницької діяльності
- Факультет медицини
- Факультет ветеринарії
- Факультет історії та мистецтвознавства
- Факультет філософії, теорії науки та релігієзнавства
- Факультет психології та педагогіки
- Факультет культурології
- Факультет мовознавства та літературознавства
- Факультет соціальних наук
- Факультет математики, інформатики та статистики
- Факультет фізики
- Факультет хімії та фармацевтики
- Факультет біології
- Факультет геології

## Плата за навчання
Починаючи з літнього семестру 2006 р. в університеті була введена плата за навчання, яка становить 500 євро в семестр. Ця плата була введена додатково до студентських внесків, які існували попередньо (адміністративний внесок 50 євро та внесок до організації взаємодопомоги студентів 42 євро). Найкращим 10 % випускників з кожного року навчання плата за навчання повертається. Проте з зимового семестру 2013 р. цю плату скасували. Наразі семестровий внесок складає 111 євро, з яких 52 євро складає адміністративний внесок, і 59 євро — плата за проїзний квиток на семестр.

## Відомі випускники та професори
- Валдас Адамкус
- Конрад Аденауер
- Бенедикт XVI
- Бертольт Брехт
- Ніколаус Брасс
- Вернер Карл Гейзенберг
- Петер Дебай
- Патрік Зюскінд
- Дітер Косслік
- Вернер Краусс
- Вольфганг Паулі
- Макс Карл Ернст Планк
- Райнер Марія Рільке
- Ілля Троянов
- Іван Гарднер
- Ліон Фейхтвангер
- Фрідріх Вільгельм Шеллінг
- Едмунд Штойбер
- Отто Гшвантлер